# سوسک شاخ‌گوزنی اروپایی

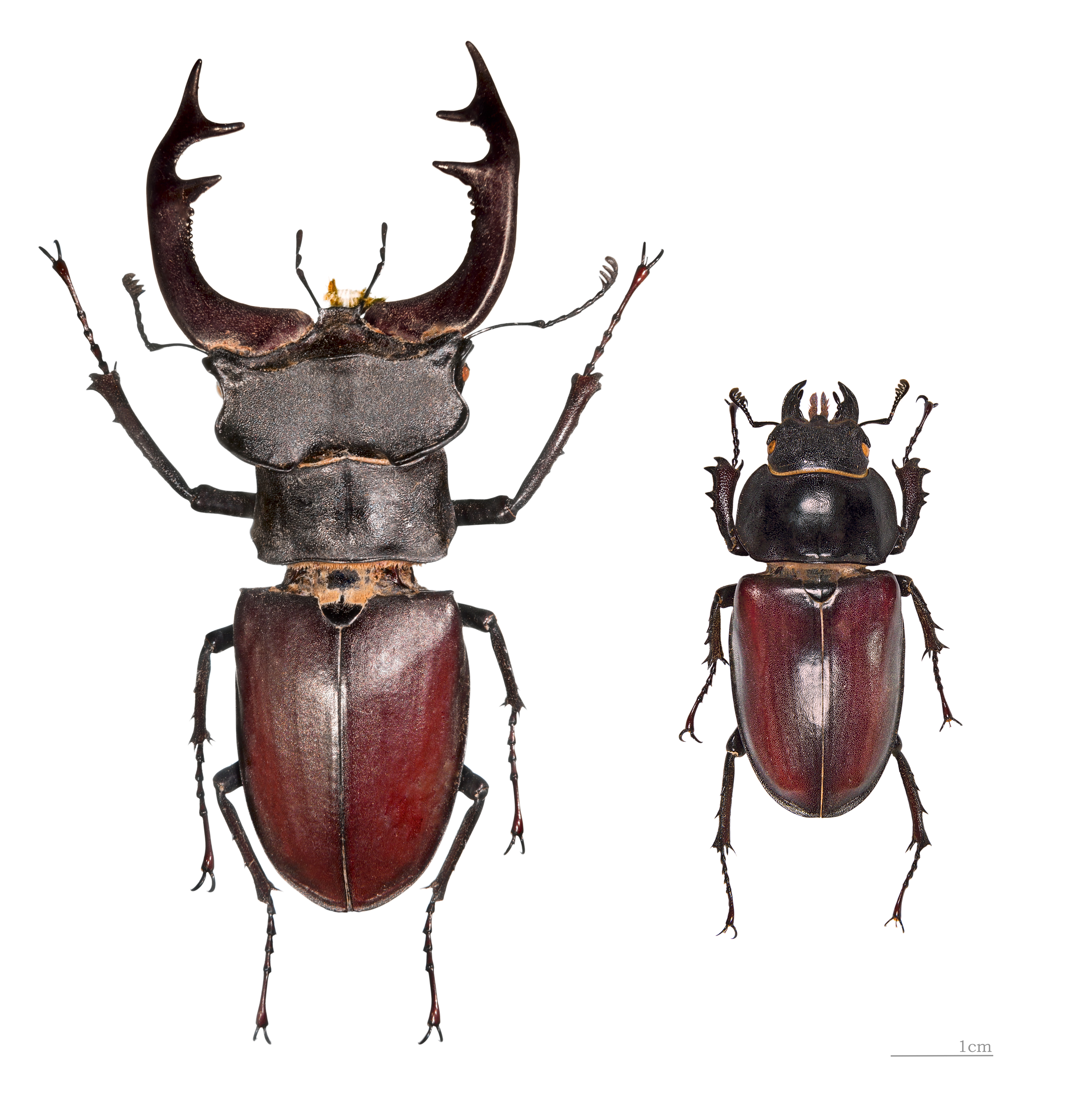
Lucanus cervus

سوسک شاخ‌گوزنی اروپایی گونه‌ای از سوسک‌های شاخ‌گوزنی است، نوع نر این سوسک دارای آرواره‌های به شکل شاخ گوزن می‌باشد، که در هنگام نزاع با رقیبان در فصل تولید مثل مورد استفاده او قرار می‌گیرد. سوسک شاخ‌گوزنی بیشتر عمر خود را در تنه درختان قدیمی و کنده‌های چوب پوسیده می‌گذراند و از چوبهای پوسیده این درختان تغذیه می‌کنند. با وجود ظاهر ترسناک، این سوسک بی خطر است.

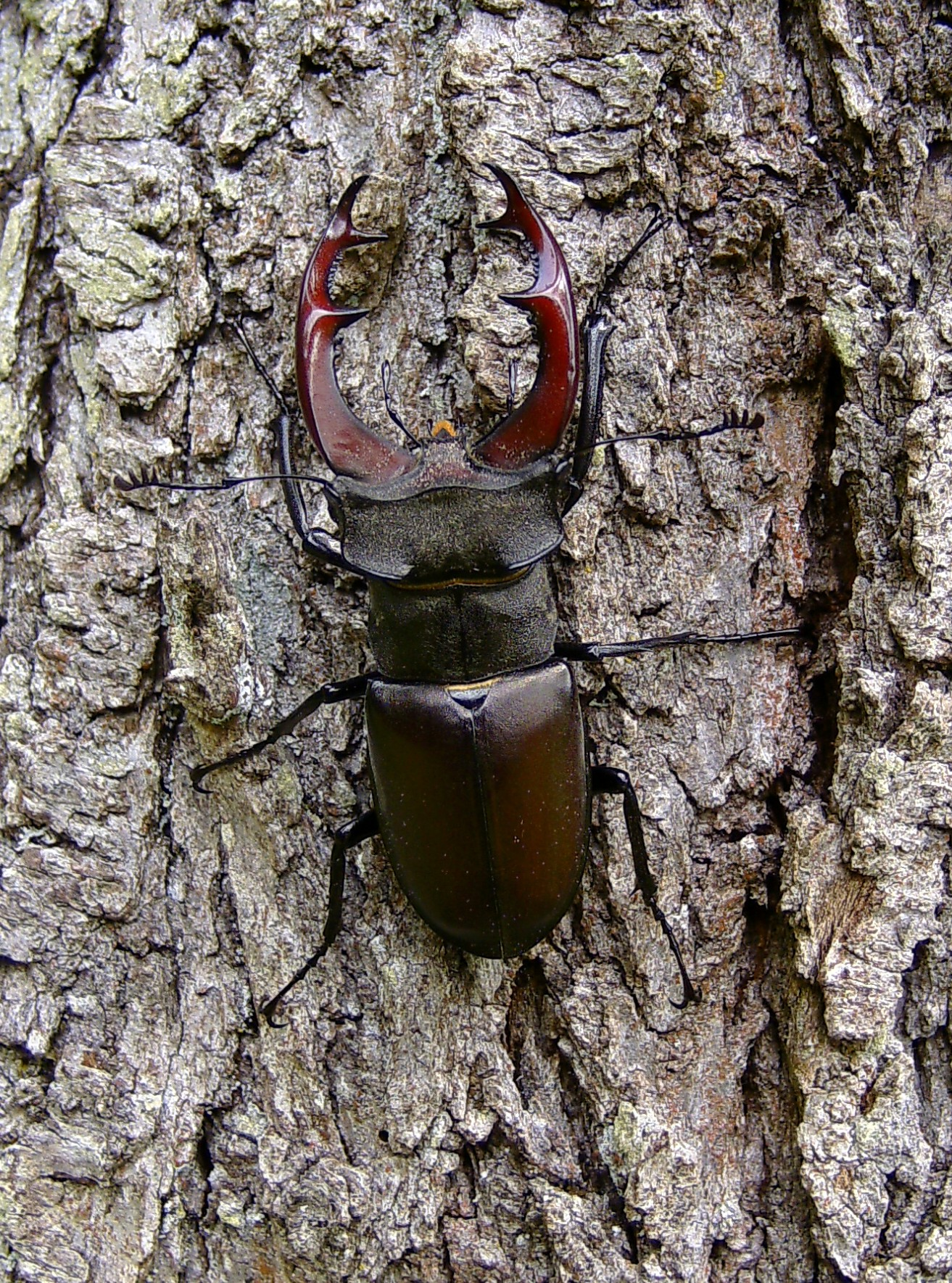
Lucanus cervus ♂